# Minkowskibånd
Minkowskibånd er betegnelsen for det fænomen, at et ekstremt kraftigt magnetfelt påvirker brintatomer så voldsomt, at velkendte spektrallinier forskydes til positioner fjernt fra deres normale bølgelængde i lys som udsendes fra en stjerne.